# Gunnar Hambraeus
Gunnar Axel Hambraeus, född 25 maj 1919 i Orsa församling i Kopparbergs län, död 5 juni 2019 i Sollentuna distrikt i Stockholms län, var en svensk ingenjör och mångårig VD för Ingenjörsvetenskapsakademien (IVA), som gjorde sig känd genom press, radio och TV som kommentator av teknikens framsteg.

## Biografi
Hambraeus var son till kontraktsprosten Axel Hambraeus och sångpedagogen Berta Hambraeus, född Mellander. Han gifte sig 1946 med läroverksadjunkten Elsa Lindén (1919–2018). Han avlade filosofie kandidatexamen vid Uppsala universitet 1944 och civilingenjörsexamen vid Kungliga Tekniska högskolan i Stockholm 1945.
Gunnar Hambraeus var biträdande sekreterare vid Statens tekniska forskningsråd 1945–1948 och sekreterare där 1948–1950 och 1951–1953. Åren 1950–1951 var han teknisk rådgivare vid ambassaden i Washington. Han var chefredaktör för Teknisk Tidskrift 1953–1968 och för Ny teknik 1967–1968. Åren 1968–1969 var han konsult hos International Atomic Energy Agency, Wien och 1969–1970 var han chef för Ingenjörsförlaget. Åren 1971–1982 var Hambraeus verkställande direktör med professors titel i Ingenjörsvetenskapsakademien och 1983–1985 dess preses.
Hambraeus medverkade under åren till och från som svensk expert i internationella fora och vid bilaterala samarbeten, bland annat med Sydkorea och Japan. Som en av Sveriges främsta tekniska informatörer har hans slagkraftiga framträdanden visat på teknikens möjligheter och uppgifter i samhällets tjänst. Hambraeus har på basis av kritisk faktainsamling och omfattande analysarbete kunnat lägga fram relevant beslutsunderlag, som har stått allmänhet och politiker till förfogande. Åren 1986–2006 var han ordförande för Scandinavia-Japan Sasakawa Foundation, en nordisk filial till vad som blivit allmänt känt som Sasakawastiftelsen.
Hambraeus var ledamot av  Kungliga Vetenskapsakademien (klassen för humaniora och för framstående förtjänst om vetenskap) sedan 1980 samt av IVA sedan 1970. Han invaldes 1976 som ledamot av Kungliga Krigsvetenskapsakademien. Han var tillika ledamot av Kungliga Vetenskapssocieteten i Uppsala och Kungliga Vetenskapssamhället i Uppsala
Hambraeus var även ledamot av ett flertal utländska tekniska och ingenjörsvetenskapliga akademier, bland annat the Australian Academy of Technology and Engineering (ATSE) sedan 1983, Schweizerische Akademie der Technischen Wissenschaften (SATW), Brittiska Royal Academy of Engineering (RAEng) sedan 1986 samt The Royal Society of Edinburgh.
Hambraeus överblick och kontakter ledde till ett antal styrelseuppdrag. Framför allt var man angelägen om hans kunskaper om forskning och utveckling, om hans kontaktnät och om hans framtidsvisioner. Redan 1966 blev han som landstingsledamot (1963–1970) invald i Styrelsen för Storstockholms Lokaltrafik (1966–1971). Som VD för IVA satt han av tradition i styrelsen för Ångpanneföreningen (1971–1989). Han invaldes i Almquist & Wiksells styrelse 1971 och följde med när detta företag uppgick i Esselte (1973–1986). Sedan följde styrelseuppdrag i IBM svenska AB (1973–1979), AB Volvo (1974–1981), Volvo Flygmotor AB (1977–1989), Hasselblad AB (1977–1989), Bofors AB (1979–1989), ASEA Hafo (1978–1989), Pharmacia AB (1979–1988), Forsheda AB (1981–1989), ÅF AB (1984–1989), PK-banken (1984–1988), Televerket (1985–1990), Karlshamns AB (1986–1989) samt Bruker-Spectrospin  (Schweiz, 1987–1990). Han var ordförande i Direktionen för Löwenströmska sjukhuset (1965–1970), Ångpanneföreningen (1984–1989), Pharmacia (1985–1987) och vice ordförande i Televerket (1988–1990) och Volvo Flygmotor (1982–1989). Han var också ordförande i juryn för Lilla Polhemspriset samt Design- och konstruktionspriset. 
Gunnar Hambraeus är begravd på Silverdals griftegård i Sollentuna församling.

## Utmärkelser i urval
Hambraeus promoverades 1975 till teknologie hedersdoktor vid Chalmers tekniska högskola. och var 1980 den förste att motta the Honda Prize. Därutöver har han mottagit bland andra följande ordnar och utmärkelser:
- Förbundsrepubliken Tysklands förtjänstorden, kommendör
- Frankrike: Hederslegionen, riddare
- Frankrike: Nationalförtjänstorden, kommendör
- Japan: Uppgående solens orden, tredje klassen
- Spanien: Civila meritorden, kraschan
- Sverige: Nordstjärneorden, riddare
- Sverige: Illis Quorum, 12:e storleken

## Publikationer
- Gott sätt vid styrelsebordet, SNS förlag (nov. 1989). ISBN 9171504869 (e-bok okt 2012)  ISBN 978-91-86949-28-0
- Strövtåg i högteknikens lustgård, SNS förlag (jan. 1988). ISBN 91-7150-324-2
- Effektivare styrelsearbete (Medförfattare). SNS förlag (jan. 1990) ISBN 978-91-7150-384-8